# 한국드라마제작사협회
한국드라마제작사협회는 한류의 중심에 서 있는 한국드라마의 제작환경 개선과 이를 통한 드라마 제작사의 국내외 경쟁력 제고 및 균형발전 도모를 목적으로 2006년 9월 1일 설립된 대한민국 문화체육관광부 소관의 사단법인이다. 사무실은 서울특별시 강서구 등촌동 661번지 한독미디어대학원대학교 4층에 있다.

## 주요 사업
- 한류확대 지속화 방안 조사연구 및 지원사업
- 드라마 제작·유통관련 인력양성, 조사연구 및 간행물 발간사업
- 드라마 제작관련 인프라 및 수출 지원, 국내외 유관단체와 교류사업
- 드라마 저작권 확립 및 공동 활용방안 지원사업
- 드라마 제작사 재정기반 확립을 위한 국내외 투자유치 및 지원사업
- 기타 회원 권익 보호를 위한 제반 사업

## 회원 회사
- 크리에이티브리더스그룹에이트
- 김종학 프로덕션
- 데이드림엔터테인먼트
- 도레미엔터테인먼트
- 래몽래인
- 베르디미디어
- 빅토리 콘텐츠
- 삼화네트웍스
- 세이온미디어
- 셀트리온 엔터테인먼트
- 스토리TV
- 스튜디오드래곤
- 스튜디오앤뉴
- YG스튜디오플렉스
- iHQ
- 아폴로픽쳐스
- 얼반웍스미디어
- 에브리쇼
- 에이스토리
- HB엔터테인먼트
- 예인 E&M
- 온누리미디어㈜UFO프로덕션
- 이관희 프로덕션
- 제리보이스콘텐츠
- 드라마하우스
- 지담
- 지앤지프로덕션
- 초록뱀미디어
- 태원엔터테인먼트
- 팬 엔터테인먼트
- 황금소나무
- SM 엔터테인먼트
  - 에스엠라이프디자인그룹
  - 키이스트
- 카카오엔터테인먼트
  - 크로스픽쳐스
  - 글앤그림미디어
  - 로고스필름